# Bodești (okręg Vrancea)
Bodești – wieś w Rumunii, w okręgu Vrancea, w gminie Vrâncioaia. W 2011 roku liczyła 174
mieszkańców.